# Thraciopsis
Thraciopsis is een geslacht van tweekleppigen uit de  familie van de Thraciidae.

## Soorten
- Thraciopsis agulhasensis Barnard, 1964
- Thraciopsis angustata (Angas, 1868)
- Thraciopsis elongata (Stutchbury, 1830)
- Thraciopsis peroniana Iredale, 1924
- Thraciopsis subrecta Cotton & Godfrey, 1938